# Contrada della Spadaforte

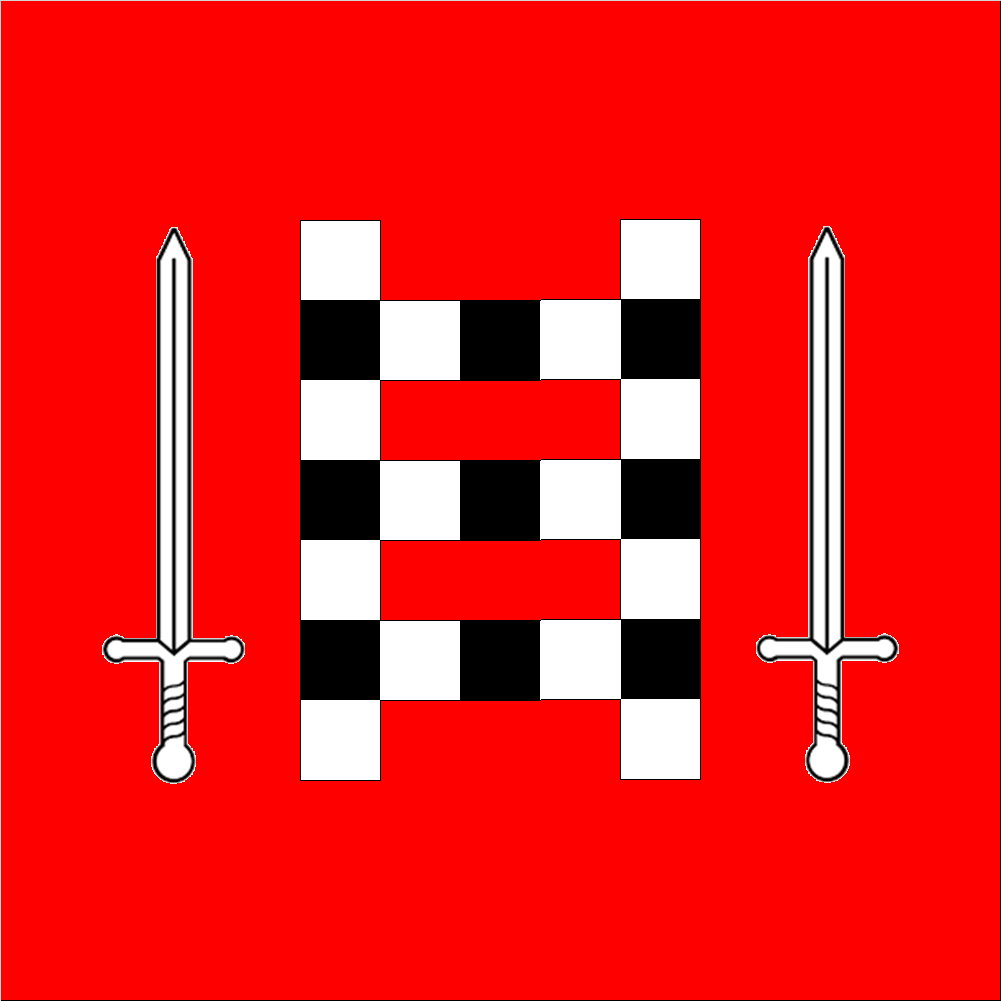
Il gonfalone della contrada di Spadaforte

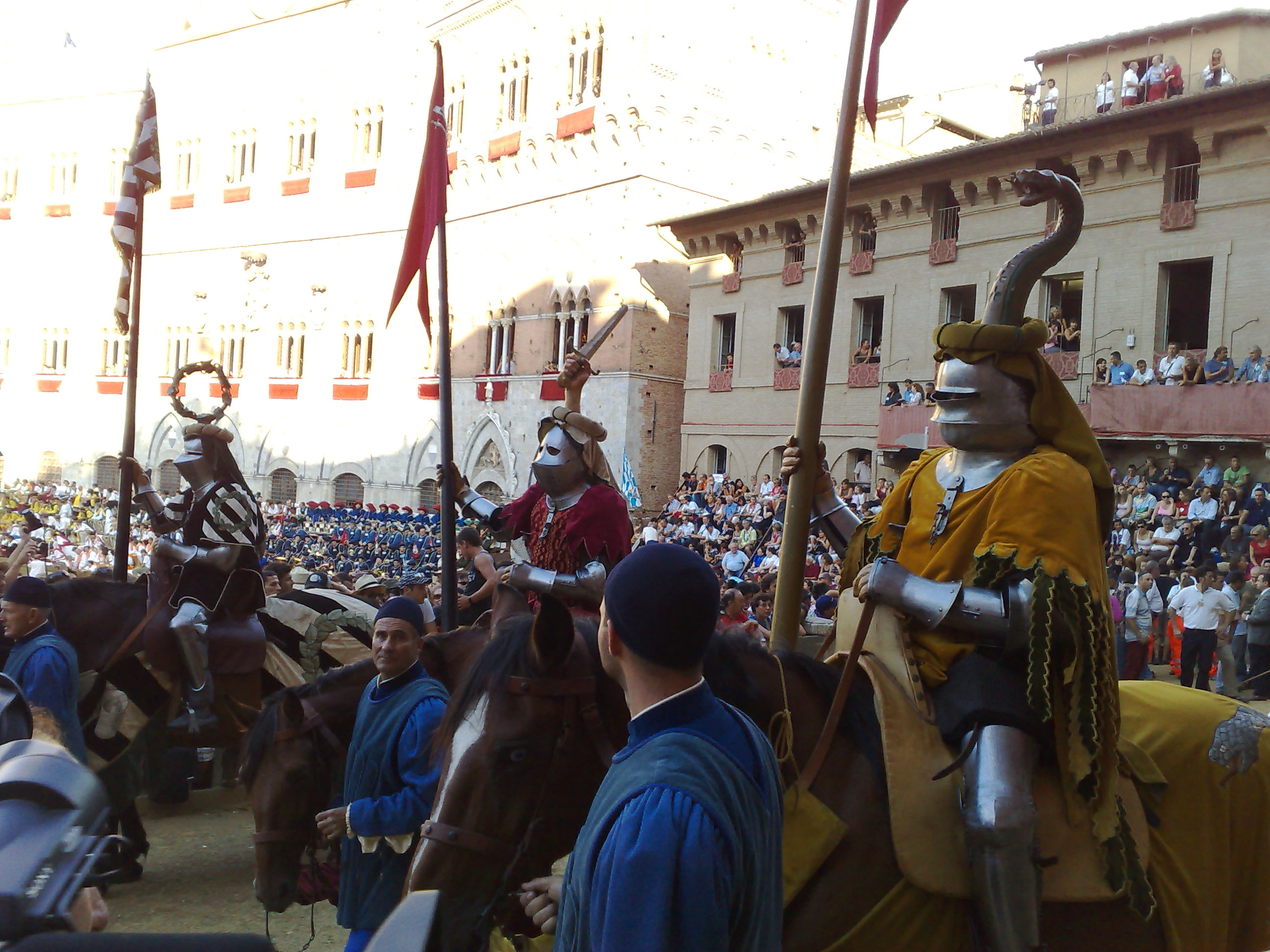
Il rappresentante della Spadaforte sfila nel Corteo Storico tra Quercia (sinistra) e Vipera (destra)

La Contrada della Spadaforte è un'antica suddivisione della città toscana di Siena, non più esistente o "soppressa".

## Caratteristiche
La sua compagnia militare era "Spadaforte". Lo stemma era rosso con al centro una scala di colore bianco a pezze nere e, ai lati, due spade. Il nome e lo stemma derivano probabilmente da quello di uno dei signori di Sticciano (GR) che possedeva un palazzo nel territorio. È l'unica, insieme alla Quercia fra tutte le contrade, esistenti e soppresse, a non avere un animale rappresentato nella propria insegna.
Comprendeva un territorio che attualmente potrebbe essere indicato nella strada di San Martino e in quelle limitrofe, attualmente comprese tra il Leocorno e la Torre. Probabilmente alcune di queste strade erano già incluse nella Torre anche al tempo, facendo della Spadaforte una tentata contrada "secessionista". È infatti incerto se la Spadaforte abbia mai avuto giurisdizione effettiva su di un territorio, visto che nel 1673 gli abitanti della Contrada della Torre si rivolgono al governo di Siena per lamentarsi del fatto che gli abitanti della strada di San Martino volessero fare una contrada separata.
Comparve nelle feste dell'anno 1532. La leggenda secondo la quale la Contrada della Spadaforte e tutte le altre (Leone, Vipera, Quercia, Orso e Gallo) fossero state sciolte per legge a causa dei disordini causati in un Palio del 1675 è priva di fondamento documentale. L'ultima notizia che abbiamo della Spadaforte è relativa al tentativo di correre il Palio nel 1693, quando le fu proibito. Nei secoli è stata incorporata nella Contrada della Torre e in minima parte nella Contrada del Leocorno.

## Utilizzo del nome
In Piazza del Campo esiste un ristorante che porta il nome della Contrada Spadaforte; il suo nome deriva proprio dalla contrada che venne soppressa e gli è stato dato dai contradaioli della Torre (contrada che ha inglobato la Spadaforte) che dirigono il ristorante.